# Zorro (1975)
Zorro is een Franse/Italiaanse film uit 1975, gebaseerd op het gelijknamige personage. De film werd geregisseerd door Duccio Tessari. De hoofdrol werd gespeeld door Alain Delon.

## Verhaal
Don Diego de la Vega wordt onder de naam Miguel de la Serna de nieuwe gouverneur van Californië. Hij ontdekt al snel dat zijn provincie onder controle staat van de corrupte kolonel Huerta.
Om te voorkomen dat Huerta hem als een bedreiging ziet (en om die reden om zal laten brengen), doet hij zich voor als een zwakke man die zich niets aantrekt van Huerta’s onderdrukking van het volk. Maar in het geheim smeed hij wraakplannen, en neemt hij de identiteit van Zorro aan. Samen met de monnik Francisco en de aristocrate Hortensia begint hij een gevecht voor rechtvaardigheid tegen Huerta en diens soldaten.

## Rolverdeling
| Acteur               | Personage                                         |
| -------------------- | ------------------------------------------------- |
| Alain Delon          | Don Diego, de valse Miguel de la Serna / El Zorro |
| Ottavia Piccolo      | Contessina Ortensia Pulido                        |
| Enzo Cerusico        | Joaquín, Don Diego’s dienaar                      |
| Moustache            | Sergeant Garcia                                   |
| Giacomo Rossi-Stuart | Fritz von Merkel                                  |
| Giampiero Albertini  | Brother Francisco                                 |
| Marino Masé          | Miguel de la Serna                                |
| Raika Juri           | Senoria de la Serna                               |
| Adriana Asti         | Tante Carmen                                      |
| Stanley Baker        | Kolonel Huerta.                                   |

## Achtergrond
De film stond ook bekend onder de volgende namen:
- A Marca do Zorro Brazilië
- El Zorro la belva del Colorado Italië
- Zoro Japan
- El Zorro (onbekend)

De film kreeg onder andere de volgende beoordelingen:
- Noorwegen: 16
- Finland: K-12
- Spanje: T
- Zweden: 11
- Verenigde Staten: G
- Nederland: 12

## Trivia
- Dit was Stanley Bakers laatste film